# Rapport (Psychologie)
Rapport (von französisch „Beziehung, Verbindung“) bezeichnet eine aktuell vertrauensvolle, von wechselseitiger empathischer Aufmerksamkeit getragene Beziehung, d. h. „guten Kontakt“ zwischen zwei Menschen. Der Psychoanalytiker Daniel Stern spricht hier auch von Attunement, also der Feinabstimmung der emotionalen Kommunikation.
Fundamentale Bedeutung hat der Rapport in der frühen Eltern-Kind-Beziehung, wo er die Voraussetzung für die sichere Bindung bildet. In diesem speziellen Kontext der Entwicklungspsychologie spricht man oft nicht von „Rapport“, sondern von Kontingenz, weil das Kind durch „guten Kontakt“ Kausalbeziehungen zwischen dem eigenen Verhalten und der Reaktion der Interaktionspartner lernt. Die Begriffe sind jedoch eng verwandt.
Der Terminus „Rapport“ wird insbesondere auf das Verhältnis zwischen Psychotherapeut und Klient respective Hypnotiseur und Hypnotisiertem angewandt. Die Verwendung des Begriffs in der Psychologie geht auf Franz Anton Mesmer (1734–1815) zurück, der ihn vielleicht erstmals in solchem Zusammenhang verwendet hat. Pierre Janet (1859–1947) führte ihn als spezifische Bezeichnung für die Beziehung zwischen Hypnotiseur und Hypnotisiertem ein, Sigmund Freud (1856–1939) erweiterte die Verwendung dann auf die Therapeut-Klienten-Beziehung.

## Beschreibung
Treten Menschen miteinander in Kontakt, passt sich in der Regel meist unbewusst ihre verbale und nonverbale Kommunikation einander an. Je positiver der Kontakt durch den Einzelnen bewertet wird, desto stärker ist seine Anpassung (Bezogenheit) an das Gegenüber.
- Auf der verbalen Ebene äußert sich dieses in der Verwendung ähnlicher Worte und Redewendungen, gleicher Sprechgeschwindigkeit und Tonlage und in angepasster Sprachlautstärke und -rhythmik.
- Nonverbal zeigt sich dieses in der Anpassung und Synchronisation von Gestik und Mimik. Zum Beispiel wird die Bein- und Armhaltung gespiegelt, gleiche Bewegungsabläufe ausgeführt und die Atemfrequenz und -rhythmik angeglichen. In beschleunigter Wiedergabe ähnelt die Kommunikation einem Tanz. Der Verhaltensforscher Desmond Morris umschreibt dieses mit seinem Begriff Haltungsecho.

Menschen neigen bei bestehendem Rapport dazu, einander positiv zu bewerten, sich eher zu vertrauen und Gesagtes weniger kritisch aufzunehmen.
Der Mensch verfügt von Geburt an über die Fähigkeit, Rapport herzustellen. Die Neuropsychologie hat entsprechend spezialisierte Gehirnstrukturen gefunden, die sogenannten Spiegelneuronen.

## Anwendungsbereiche des Begriffs

### Eltern-Kind-Beziehung
In der Entwicklungspsychologie bezeichnen die Ausdrücke „Rapport“ und „Kontingenz“ die Übereinstimmung und die wechselnde Abstimmung bei der Interaktion zwischen Mutter respective Pflegeperson und Säugling. Die Übereinstimmung kann dabei von deckungsgleichen Verhaltensabläufen bei Mutter und Kind bis zu spielerisch modifizierten und/oder zeitlich versetzten Übereinstimmungen führen. Paradebeispiel ist das gegenseitige Anlächeln.
Versuchsreihen mit Säuglingen zeigen schon seit Ende der 1970er-Jahre, dass die spontanen emotionalen Äußerungen des Säuglings zu einer Antwort der Mutter führen, die im Wesentlichen auf Nachahmung in spielerischer Weise beruhen. Manchmal handelt es sich auch um abgewandelte Formen der Nachahmung, die zu einem Spiel der Kommunikation, in der Regel auch bereichert um rhythmische Elemente, führen. Zumindest ab dem vierten Lebensmonat gelten solche wechselseitigen Kommunikationsabläufe, die zu gegenseitiger Beeinflussung der Stimmungslage führen, als gesichert. Alle weiteren Experimente belegten die herausragende Rolle dieser frühen Abstimmung in der Kommunikation für die Entwicklung der Psyche.
In den letzten Jahren waren es vor allem die Autoren Peter Fonagy, György Gergely, Elliot L. Jurist und Mary Target, die auf die Rolle dieser frühen Abstimmung bei der Herausbildung der Reflexionsfunktion, der von ihnen so genannten Mentalisierung bzw. der Theory of Mind hinwiesen. Diese höhere Fähigkeit des Menschen, davon auszugehen, dass der andere Mensch, mit dem ich kommuniziere oder den ich beobachte, ebensolche inneren Vorgänge wie Wünsche, Absichten, Abneigungen etc. hat, wird erst im vierten Lebensjahr vollständig entwickelt.
Die Störungen, die mit der Behinderung bei der Entwicklung dieser Fähigkeiten entstehen, wie sie etwa bei konsequenter Verweigerung „kontingenter“ Antworten auf die Äußerungen des Säuglings und Kleinkinds entstehen, sind dramatisch. Sie reichen über das ganze Spektrum schwerer Persönlichkeitsstörungen. Bei traumatischen Eingriffen in das Leben des Kleinkindes wie Missbrauch, Misshandlung oder Vernachlässigung sind die Folgen dieser Theorie zufolge deswegen so dramatisch, weil das Kind die Erfahrung von kontingenten Abläufen mit Bezugspersonen nicht machen kann oder sie jedenfalls nicht in jener entspannten Atmosphäre erleben kann, die zum Lernen und Üben notwendig ist. Wenn aber keine Erfahrung eigener Wirksamkeit in immer ähnlich ablaufenden Zyklen von Verhalten gemacht wird, dann verhindert dies nicht nur die Entwicklung der Theory of Mind (also die Fähigkeit, anderen Menschen auch eine Seele zuzuschreiben), sondern auch die Möglichkeit, das eigene Seelenleben regulieren zu können. Die Verinnerlichung von erfolgreichen mütterlichen Regulationsversuchen durch Kommunikation, die in der normalen Entwicklung die Basis der Selbstregulation abgibt, bleibt mangels dieser Regulation aus und kann nicht erlernt werden. Das Seelenleben des Kindes entwickelt damit keine ausreichenden Fähigkeiten, mit auftauchenden Impulsen umzugehen.
Das feinfühlige Eingehen von Eltern auf die Signale ihres Kindes bezeichnet man auch als „sensitive Responsivität“. Hohe Responsivität ist eines der Kennzeichen eines autoritativen Erziehungsstils.

### Gesprächssituationen
Um Rapport herzustellen, kann man sich einfühlsam und mit Respekt an die Körpersprache des anderen anpassen, also die Körpersprache spiegeln. Es ist kein Nachmachen, kein Nachäffen – denn das ist ein auffälliges, übertriebenes und wahlloses Kopieren der Bewegungen einer anderen Person, was normalerweise als Angriff verstanden wird. Man kann sich an Armbewegungen durch kleine Handbewegungen anpassen, an Körperbewegungen durch die Kopfbewegungen. Dies nennt man verschobenes Spiegeln. Angleichen der Stimme ist eine weitere Art, Rapport aufzunehmen. Es kann die Tonart, die Geschwindigkeit, die Lautstärke und der Sprachrhythmus gespiegelt werden. Sich auf den Atem des anderen einzustellen ist eine sehr wirkungsvolle Weise, Rapport zu gewinnen. Einige Berater und Therapeuten spiegeln unbewusst.
In professionellen Beziehungen (zum Beispiel Arzt-Patient, Verkaufs- oder Beratungsgespräch) kann ein bewusstes Herstellen von Rapport von Vorteil sein, zwecks raschem Aufbau effizienter Kommunikation. Diese Erkenntnis nutzt auch das NLP. Der Rapport wird darin als wichtiges Element in der zwischenmenschlichen Kommunikation angesehen und entsprechend geschult.
Wenn man sich nicht angleicht, so ist dies Mismatching. Mismatching, also gerade das Gegenteil von Sich-Anpassen, ist eine nützliche Fertigkeit. Mit ihrer Hilfe kann man zum Beispiel eine Konversation beenden, indem man sich aus dem „Tanz der Konversation“ löst.

### Anwendung bei Hypnose
In der Hypnose ist ein starker Rapport für die Erreichung des Trancezustands notwendig und auch, um Suggestionen wirkungsvoll einsetzen zu können. Mit erreichtem Rapport wird die Aufmerksamkeit gebunden und die Aufnahmefähigkeit erhöht. Der Prozess kann dabei bewusst durch „Pacing and Leading“ gestaltet werden.
- Im Pacing (Mitgehen) verwendet der Hypnotiseur aktuelle Gegebenheiten und Verhaltensweisen sowie mutmaßlich emotionale Wahrnehmungen des Zuhörers, die er durch bestimmte Sprachmuster verbal beschreibt. Diese Sprachmuster lassen inhaltlich Interpretationsmöglichkeiten zu, die es dem Zuhörer ermöglichen, seine eigene Erfahrungswelt in den Worten wiederzufinden. Ziel ist, dass der Zuhörer dem Gesagten (innerlich) zustimmt. Mit der Zustimmung baut der Zuhörer Vertrauen in den Sprecher auf. Nonverbal kann hierzu eine komplementäre Körpersprache unterstützend sein. Der Hypnotiseur geht mit und signalisiert dem Zuhörer, dass er ihn und seine Bedürfnisse anerkennt.
- Beim Leading (Führen) übernimmt der Hypnotiseur die führende Rolle und kann den Zuhörer, wenn er denn mitgeht, beispielsweise durch die eigene verlangsamte Atmung in seiner Atmung beeinflussen.

Pacing und Leading können einen zirkulären Prozess bilden, bis der Rapport hergestellt ist.
Von Rapportverlust spricht man, wenn der Rapport durch Durchbrechen der eingeschwungenen verbalen und nonverbalen Kommunikation beendet wird. Das kann beispielsweise das körperliche Abwenden vom Gesprächspartner sein.
In der Hypnose können Suggestionen, die keinem aktuellen Erleben, Bedürfnissen und Möglichkeiten entsprechen, wie zuwiderlaufende Moralvorstellungen, widersinnige körperliche Empfindungen, den Rapport bzw. dessen Aufbau (Pacing, Leading) beenden. Eine erhöhte Gefahr für einen solchen Rapportverlust kann zum Beispiel die (hypnotisch gestützte) Traumatherapie mit sich bringen. Nicht allein deshalb sollte eine solche Behandlung nur entsprechend geschulten Therapeuten vorbehalten sein.
Die Folge von einem Verlust des Rapports können Verflachung der Trance, partielle oder komplette Rückholung aus der Trance, unter Umständen begleitet von Verwirrung und Verstörung sein. Gegebenenfalls kann ein Rapport in der Hypnose aber auch abbrechen, ohne dass die Trance beendet wird und der Patient aufwacht. In diesem Falle ist es dann schwieriger, den Rapport wiederherzustellen, um die Hypnose sauber zu beenden. Ein abgebrochener Rapport ohne Ausstieg aus der Trance wird aber oft nach einiger Zeit in einen normalen Schlaf übergehen, jedoch können vorher gegebene Suggestionen bestehen bleiben, welche dann durch erneute Hypnose aufgehoben werden müssten.